# Michał Burzymowski
Michał Burzymowski (ur. 18 sierpnia 1979 w Toruniu) – polski basista. Członek Akademii Fonograficznej ZPAV.
Znany jest przede wszystkim ze współpracy z takimi wykonawcami jak: Tomek Kamiński, Lombard (2003–2004), Irena Jarocka (2008–2012) i Dezire. Obecnie jest basistą w zespołach Ani Rusowicz i Urszuli.
W lutym 2011 wziął udział w krajowej preselekcji do festiwalu Eurowizja 2011, grając w zespole IKA. Zespół ostatecznie zajął 10. miejsce.

## Dyskografia
- Tomek Kamiński – Anioły do mnie wysyłaj (2001, SOS MUSIC)
- Viola i New Day – Tam-Tam i Tu (2003)
- Lombard – „I Say Stop” (2004, Pomaton EMI) – singel
- Dezire – Pięć smaków (2005, Universal Music Polska)
- Patrycja Markowska – Patrycja Markowska (2010, Pomaton EMI)
- Urszula – Dziś już wiem (2010, Magic Records)
- Vino – Human Energy (2011, Banita Company)
- Ania Rusowicz – Mój Big-Bit (2011, Universal Music Polska)
- TGD – Uratowani (2012, GIFT Management)
- Ania Rusowicz – Genesis (2013, Universal Music Polska)
- Urszula – Eony snu (2013, Universal Music Polska)
- Urszula – Wielki odlot 2 – Najlepsze 80-te (2014, Universal Music Polska)
- Urszula – Biała droga Live – Woodstock Festival Poland 2015 (2015, Złoty Melon)